# 扬吉阿雷克 (阿拉万区)
扬吉阿雷克是吉尔吉斯斯坦奥什州阿拉万区下辖的一个村。根据2009年吉尔吉斯共和国人口普查，全村人口为1769人。